# 布小林
布 小林（ふ しょうりん、ブ・シャオリン、1958年8月 - ）は、中華人民共和国の女性官僚、政治家。内モンゴル自治区トゥムド左旗出身。元内モンゴル自治区党委副書記、内モンゴル自治区人民政府主席。中国共産党第19期中央委員。

## 経歴
1958年8月、内モンゴル自治区トゥムド左旗で生まれる。祖父はウランフ、ブヘを父親に持つ。1984年北京大学法律系経済法学科を卒業後、内モンゴル大学法律学部で教鞭をとる。
1985年4月に内モンゴル自治区政府弁公庁法規処、政府法制局に異動しました。以後、主任課員、副処長、処長、副局長、局長、弁公室主任、党組書記を歴任した。2003年7月、内モンゴル自治区人民政府副秘書長、弁公庁党組成員に昇格。
2004年9月、アルシャー盟党委副書記、盟長に転出。2006年9月、アルシャー盟党委書記、軍分区党委第一書記に昇格、同時に盟長を辞任しました。12月には同盟人代常務委員会主任を兼務する。2008年1月、内モンゴル自治区人民政府副主席を兼務。2016年3月、内モンゴル自治区党委副書記に就任。第12期内モンゴル自治区人民代表大会常務委員会は3月30日の第21回会議で、バートル主席の辞任届を受理し、布小林を副主席兼主席代行に任命することを決定した。内モンゴル自治区第12期人民代表大会第5回で6月23日、主席代行の布小林が主席に選出された。
2021年1月26日、自治区人民代表大会で2021年度の施政方針演説を発表していたところ、急に意識不明となり倒れた。8月20日、全国人民代表大会環境資源保護委員会副主任委員に任命。